# Dainis Ozols
Dainis Ozols (9. september 1966 i Smiltene i Lettiske SSR) er en tidligere lettisk cykelrytter.
Ozols har deltaget ved tre olympiske lege. Ved OL i 1992 i Barcelona opnåede han en bronzemedalje i 194 kilometers landevejsløb, ved OL i 1996 i Los Angeles blev det til en 92. plads i samme disciplin og ved OL i 2000 i Sydney opnåede han en 21. plads ved 46,80 kilometers enkeltstart.
I 1988 blev Ozols sovjetisk mester i enkelstart, ligesom han flere gange har været lettisk mester.